# Single numer jeden w roku 1975 (Japonia)
Notowanie Weekly Singles Chart (jap. 週間シングルチャート Shūkan Shinguru Chāto) przedstawia najlepiej sprzedające się single w Japonii. Publikowane jest ono przez magazyn Oricon Style, a dane kompletowane są przez Oricon w oparciu o cotygodniowe wyniki sprzedaży fizycznej singli. Poniżej znajdują się tabele prezentujące najpopularniejsze single w danych tygodniach w roku 1975.

## Oricon Weekly Singles Chart
| Data            | Utwór | Wykonawca                    | Źródło |
| --------------- | --- | ---------------------------- | ------ |
| 6 stycznia      | „Fuyu no iro” (jap. 冬の色)                                                                               | Momoe Yamaguchi              | [ 1 ]  |
| 13 stycznia     | „Fuyu no iro” (jap. 冬の色)                                                                               | Momoe Yamaguchi              | [ 1 ]  |
| 20 stycznia     | „Fuyu no iro” (jap. 冬の色)                                                                               | Momoe Yamaguchi              | [ 1 ]  |
| 27 stycznia     | „Fuyu no iro” (jap. 冬の色)                                                                               | Momoe Yamaguchi              | [ 1 ]  |
| 3 lutego        | „Hajimete no dekigoto” (jap. はじめての出来事)                                                            | Junko Sakurada               | [ 1 ]  |
| 10 lutego       | „Shitetsu ensen” (jap. 私鉄沿線)                                                                          | Gorō Noguchi                 | [ 1 ]  |
| 17 lutego       | „Shitetsu ensen” (jap. 私鉄沿線)                                                                          | Gorō Noguchi                 | [ 1 ]  |
| 24 lutego       | „Shitetsu ensen” (jap. 私鉄沿線)                                                                          | Gorō Noguchi                 | [ 1 ]  |
| 3 marca         | „22-sai no wakare” (jap. 22才の別れ)                                                                      | Kaze                         | [ 1 ]  |
| 10 marca        | „22-sai no wakare” (jap. 22才の別れ)                                                                      | Kaze                         | [ 1 ]  |
| 17 marca        | „22-sai no wakare” (jap. 22才の別れ)                                                                      | Kaze                         | [ 1 ]  |
| 24 marca        | „22-sai no wakare” (jap. 22才の別れ)                                                                      | Kaze                         | [ 1 ]  |
| 31 marca        | „Waga yoki tomoyo” (jap. 我が良き友よ)                                                                    | Hiroshi Kamayatsu            | [ 1 ]  |
| 7 kwietnia      | „Waga yoki tomoyo” (jap. 我が良き友よ)                                                                    | Hiroshi Kamayatsu            | [ 1 ]  |
| 14 kwietnia     | „Waga yoki tomoyo” (jap. 我が良き友よ)                                                                    | Hiroshi Kamayatsu            | [ 1 ]  |
| 21 kwietnia     | „Waga yoki tomoyo” (jap. 我が良き友よ)                                                                    | Hiroshi Kamayatsu            | [ 1 ]  |
| 28 kwietnia     | „Shōwa kare susuki” (jap. 昭和枯れすゝき)                                                                 | Sakura to Ichirō             | [ 1 ]  |
| 5 maja          | „Shōwa kare susuki” (jap. 昭和枯れすゝき)                                                                 | Sakura to Ichirō             | [ 1 ]  |
| 12 maja         | „Shōwa kare susuki” (jap. 昭和枯れすゝき)                                                                 | Sakura to Ichirō             | [ 1 ]  |
| 19 maja         | „Cyclamen no kaori” (jap. シクラメンのかほり)                                                             | Akira Fuse                   | [ 1 ]  |
| 26 maja         | „Cyclamen no kaori” (jap. シクラメンのかほり)                                                             | Akira Fuse                   | [ 1 ]  |
| 2 czerwca       | „Cyclamen no kaori” (jap. シクラメンのかほり)                                                             | Akira Fuse                   | [ 1 ]  |
| 9 czerwca       | „Cyclamen no kaori” (jap. シクラメンのかほり)                                                             | Akira Fuse                   | [ 1 ]  |
| 16 czerwca      | „Cyclamen no kaori” (jap. シクラメンのかほり)                                                             | Akira Fuse                   | [ 1 ]  |
| 23 czerwca      | „Kakkoman Boogie/Minato no yōko Yokohama Yokosuka” (jap. カッコマン・ブギ/港のヨーコ・ヨコハマ・ヨコスカ) | Down Town Boogie Woogie Band | [ 1 ]  |
| 30 czerwca      | „Kakkoman Boogie/Minato no yōko Yokohama Yokosuka” (jap. カッコマン・ブギ/港のヨーコ・ヨコハマ・ヨコスカ) | Down Town Boogie Woogie Band | [ 1 ]  |
| 7 lipca         | „Kakkoman Boogie/Minato no yōko Yokohama Yokosuka” (jap. カッコマン・ブギ/港のヨーコ・ヨコハマ・ヨコスカ) | Down Town Boogie Woogie Band | [ 1 ]  |
| 14 lipca        | „Kakkoman Boogie/Minato no yōko Yokohama Yokosuka” (jap. カッコマン・ブギ/港のヨーコ・ヨコハマ・ヨコスカ) | Down Town Boogie Woogie Band | [ 1 ]  |
| 21 lipca        | „Kakkoman Boogie/Minato no yōko Yokohama Yokosuka” (jap. カッコマン・ブギ/港のヨーコ・ヨコハマ・ヨコスカ) | Down Town Boogie Woogie Band | [ 1 ]  |
| 28 lipca        | „Kokoro nokori” (jap. 心のこり)                                                                           | Takashi Hosokawa             | [ 1 ]  |
| 4 sierpnia      | „Kokoro nokori” (jap. 心のこり)                                                                           | Takashi Hosokawa             | [ 1 ]  |
| 11 sierpnia     | „Kokoro nokori” (jap. 心のこり)                                                                           | Takashi Hosokawa             | [ 1 ]  |
| 18 sierpnia     | „Kokoro nokori” (jap. 心のこり)                                                                           | Takashi Hosokawa             | [ 1 ]  |
| 25 sierpnia     | „Omoide makura” (jap. 想い出まくら)                                                                       | Kyōko Kosaka                 | [ 1 ]  |
| 1 września      | „Romance” (jap. ロマンス)                                                                                 | Hiromi Iwasaki               | [ 1 ]  |
| 8 września      | „Romance” (jap. ロマンス)                                                                                 | Hiromi Iwasaki               | [ 1 ]  |
| 15 września     | „Romance” (jap. ロマンス)                                                                                 | Hiromi Iwasaki               | [ 1 ]  |
| 22 września     | „Toki no sugiyuku mama ni” (jap. 時の過ぎゆくままに)                                                      | Kenji Sawada                 | [ 1 ]  |
| 29 września     | „Toki no sugiyuku mama ni” (jap. 時の過ぎゆくままに)                                                      | Kenji Sawada                 | [ 1 ]  |
| 6 października  | „Toki no sugiyuku mama ni” (jap. 時の過ぎゆくままに)                                                      | Kenji Sawada                 | [ 1 ]  |
| 13 października | „Toki no sugiyuku mama ni” (jap. 時の過ぎゆくままに)                                                      | Kenji Sawada                 | [ 1 ]  |
| 20 października | „Toki no sugiyuku mama ni” (jap. 時の過ぎゆくままに)                                                      | Kenji Sawada                 | [ 1 ]  |
| 27 października | „„Ichigo hakusho” o mō ichido” (jap. 『いちご白書』をもう一度)                                            | Bang Bang                    | [ 1 ]  |
| 3 listopada     | „„Ichigo hakusho” o mō ichido” (jap. 『いちご白書』をもう一度)                                            | Bang Bang                    | [ 1 ]  |
| 10 listopada    | „„Ichigo hakusho” o mō ichido” (jap. 『いちご白書』をもう一度)                                            | Bang Bang                    | [ 1 ]  |
| 17 listopada    | „„Ichigo hakusho” o mō ichido” (jap. 『いちご白書』をもう一度)                                            | Bang Bang                    | [ 1 ]  |
| 24 listopada    | „„Ichigo hakusho” o mō ichido” (jap. 『いちご白書』をもう一度)                                            | Bang Bang                    | [ 1 ]  |
| 1 grudnia       | „„Ichigo hakusho” o mō ichido” (jap. 『いちご白書』をもう一度)                                            | Bang Bang                    | [ 1 ]  |
| 8 grudnia       | „Sentimental” (jap. センチメンタル)                                                                       | Hiromi Iwasaki               | [ 1 ]  |
| 15 grudnia      | „Sentimental” (jap. センチメンタル)                                                                       | Hiromi Iwasaki               | [ 1 ]  |
| 22 grudnia      | „Ano hi ni kaeritai” (jap. あの日にかえりたい)                                                            | Yumi Arai                    | [ 1 ]  |
| 29 grudnia      | „Ano hi ni kaeritai” (jap. あの日にかえりたい)                                                            | Yumi Arai                    | [ 1 ]  |